# Аморальный (фильм)
«Аморальный» (итал. L’immorale) — итальянская комедия режиссёра Пьетро Джерми. Мировая премьера состоялась 25 марта 1967 года.

## Сюжет
Серджо Мазини, профессор скрипки, скоро станет отцом шестого ребёнка от своей второй любовницы, Маризы. Покидая на время больницу, он едет к своей законной жене, Джулие. Проводив её и детей отдыхать на море, Серджо отправляется к телефонной будке, чтобы позвонить своей другой любовнице, Аделии.
Позже он приходит в церковь и его встречает Дон Микеле. Они обсуждают сложившуюся ситуацию Серджо Мазини — у него три любимых женщин, а значит тройные обязательства, как мужа, так и отца. Герой говорит, что он любит их всех и не собирается выбирать какую-то одну.
Главный герой встречается со своим старшим сыном — Риккардо, который недавно узнал о других женщинах отца. Серджо Мазини объясняет ему, что у не было другого выбора, после чего рассерженный сын уходит.
В финальной сцене Серджо приходит к телефонным будкам и, ожидая своей очереди, умирает на стуле.

## В ролях
| Актёр                 | Роль                  |
| --------------------- | --------------------- |
| Уго Тоньяцци          | Серджо Мазини         |
| Стефания Сандрелли    | Мариза Малагуджини    |
| Рене Лонгарини        | Джулия Мазини         |
| Мария Грация Кармасси | Аделе Байстрокки      |
| Джиджи Баллиста       | Дон Микеле            |
| Серджо Финкато        | Калазанти             |
| Марко Делла Джованна  | Риккардо Мазини       |
| Ильдебрандо Сантафе   | Капуто                |
| Риккардо Билли        | Филиберто Малагуджини |
| Карло Баньо           | синьор Малагуджини    |
| Лина Лагалла          | синьора Малагуджини   |
| Стефано Кьерки        | Бруно                 |
| Константино Брамини   | Нини                  |
| Чинция Сперапани      | Луиза                 |
| Мимоза Грегоретти     | Мита                  |
| Аттилио Доттезио      | торговец              |
| Джорджо Бьянки        | доктор                |
| Джованна Ленци        | медсестра             |

## Награды и номинации
| Награды и номинации                               | Награды и номинации | Награды и номинации | Награды и номинации | Награды и номинации |
| Награда                                           | Дата                | Категория           | Номинант            | Результат           |
| ------------------------------------------------- | ------------------- | ------------------- | ------------------- | ------------------- |
| Золотой Глобус                                    | 1968                | «лучший актёр»      | Уго Тоньяцци        | Номинант            |
| Каннский Кинофестиваль                            | 1967                | «лучший режиссёр»   | Пьетро Джерми       | Номинант            |
| Давид ди Донателло                                | 1967                | «лучший актёр»      | Уго Тоньяцци        | Победитель          |
| Золотые Кубки                                     | 1967                | «лучший актёр»      | Уго Тоньяцци        | Победитель          |
| Итальянский национальный синдикат киножурналистов | 1968                | «лучший актёр»      | Уго Тоньяцци        | Номинант            |
| Итальянский национальный синдикат киножурналистов | 1968                | «лучший оператор»   | Аяче Паролин        | Номинант            |